# Tuneros de San Luis
Los Tuneros de San Luis fue un equipo que participó en la Liga Mexicana de Béisbol con sede en San Luis Potosí, San Luis Potosí, México.

## Historia
Los Tuneros nacen en el año de 1926 cuando el equipo campeón 74 Regimiento llega a la ciudad de San Luis Potosí en 1925, para terminar la campaña en esta ciudad, al siguiente año comienzan como Tuneros de San Luis pero abandonarían la liga tras el primer mes. El siguiente año vuelven a participar siendo el último de este periodo. 

### Segunda Etapa
En el año de 1934 vuelven a la liga los Tuneros teniendo una buena temporada en la que terminaron en segundo lugar con 14 ganados y 8 perdidos, a 2.5 juegos detrás del equipo campeón Monte de Piedad de México. Esta sería la única ocasión que participaron en esta etapa.

### Tercera Etapa
La tercera etapa fue de 1946 a 1951 cuando la liga se expande de 6 a 8 equipos, en este último año nuevamente estuvo cerca de conseguir un título al terminar en primer lugar de la primera vuelta, por lo que tuvo que jugar una serie contra los Azules de Veracruz quienes ganaron la segunda vuelta. La serie se la llevó el equipo de Azules 4 juegos a 1.

### Cuarta Etapa
Los Tuneros vivieron su cuarta etapa de 1960 a 1971 donde jugaron con la Liga Central Mexicana de Béisbol y de 1986 a 1991. En 1960 Héctor Espino jugó con los Tuneros. El equipo regresó a la ciudad cuando se adquirió la franquicia de Astros de Tamaulipas. En su primera campaña terminaron en quinto lugar de la Zona Norte con marca ganadora de 66 ganados y 63 perdidos.
En la temporada de 1988 los tuneros consiguen lo que sería el único boleto a postemporada en su historia al terminar en segundo lugar de la zona norte con 64 ganados y 62 perdidos. En la primera ronda se enfrentó a los Sultanes de Monterrey quienes les ganaron la serie 4 juegos a 1.
En 1991 cambian de nombre a Reales de San Luis, esta sería la última temporada en la liga terminando en último lugar de la zona norte con 47 ganados y 74 perdidos. El año siguiente se mudaron a la ciudad de Veracruz, Veracruz para convertirse en los Rojos del Águila de Veracruz.

### Quinta Etapa
La quinta y última etapa de los Tuneros sería de 2004 a 2006 cuando adquieren la franquicia de los Broncos de Reynosa. En esta etapa de solamente 3 años tuvieron temporadas perdedoras terminando siempre en los últimos lugares de la zona norte.

## Estadio
La casa de los Tuneros fue el Estadio 20 de Noviembre, quien toma el nombre de la fecha en que inició la Revolución mexicana, cuenta con capacidad para 6,500 espectadores, actualmente se utiliza para la realización de conciertos.

## Jugadores

### Roster actual
Por definir.

### Jugadores destacados
- René González.
- Agapito Mayor.

### Números retirados
Ninguno.

### Novatos del año
- 1950  Francisco "Panchillo" Ramírez.
- 1951  Fernando García.

### Campeones Individuales

#### Campeones Bateadores
| Año | Nombre  | Porcentaje |
| --- | ------- | ---------- |
| NA  | Ninguno | NA         |

#### Campeones Productores
| Año  | Nombre        | Producidas |
| ---- | ------------- | ---------- |
| 1951 | René González | 79         |

#### Campeones Jonroneros
| Año  | Nombre            | Jonrones |
| ---- | ----------------- | -------- |
| 1990 | Alejandro Sánchez | 28       |

#### Campeones de Bases Robadas
| Año | Nombre  | Bases |
| --- | ------- | ----- |
| NA  | Ninguno | NA    |

#### Campeones de Juegos Ganados
| Año | Nombre  | Récord |
| --- | ------- | ------ |
| NA  | Ninguno | NA     |

#### Campeones de Efectividad
| Año | Nombre  | Porcentaje |
| --- | ------- | ---------- |
| NA  | Ninguno | NA         |

#### Campeones de Ponches
| Año  | Nombre           | Ponches |
| ---- | ---------------- | ------- |
| 1946 | Booker McDaniels | 171     |

#### Campeones de Juegos Salvados
| Año | Nombre  | Juegos |
| --- | ------- | ------ |
| NA  | Ninguno | NA     |